# Blast from the Past
Blast from the Past (1999) is een Amerikaanse romantische komediefilm van Hugh Wilson met Brendan Fraser, Alicia Silverstone, Dave Foley en Joey Slotnick, over een man die geboren werd in een schuilkelder tijdens de Koude Oorlog en niets weet van de moderne wereld.

## Rolverdeling
| Acteur             | Personage     |
| ------------------ | ------------- |
| Brendan Fraser     | Adam Webber   |
| Hayden Tank        | Adam Webber   |
| Ryan Sparks        | Adam Webber   |
| Douglas Smith      | Adam Webber   |
| Alicia Silverstone | Eve Rustikov  |
| Christopher Walken | Calvin Webber |
| Sissy Spacek       | Helen Webber  |
| Dave Foley         | Troy          |
| Joey Slotnick      | Melker        |
| Dale Raoul         | Mom           |
| Rex Linn           | Dave          |
| Bill Gratton       | Eve's baas    |
| Nathan Fillion     | Cliff         |
| Jenifer Lewis      | Nina Aron     |
| Hugh Wilson        | Levy          |
| Cynthia Mace       | Betty         |
| Harry S. Murphy    | Bob           |
| Carmen Moré        | Sophie        |
| Sonya Eddy         | postbediende  |
| Robert Sacchi      | Bogart DJ     |